# Douglas Lilburn

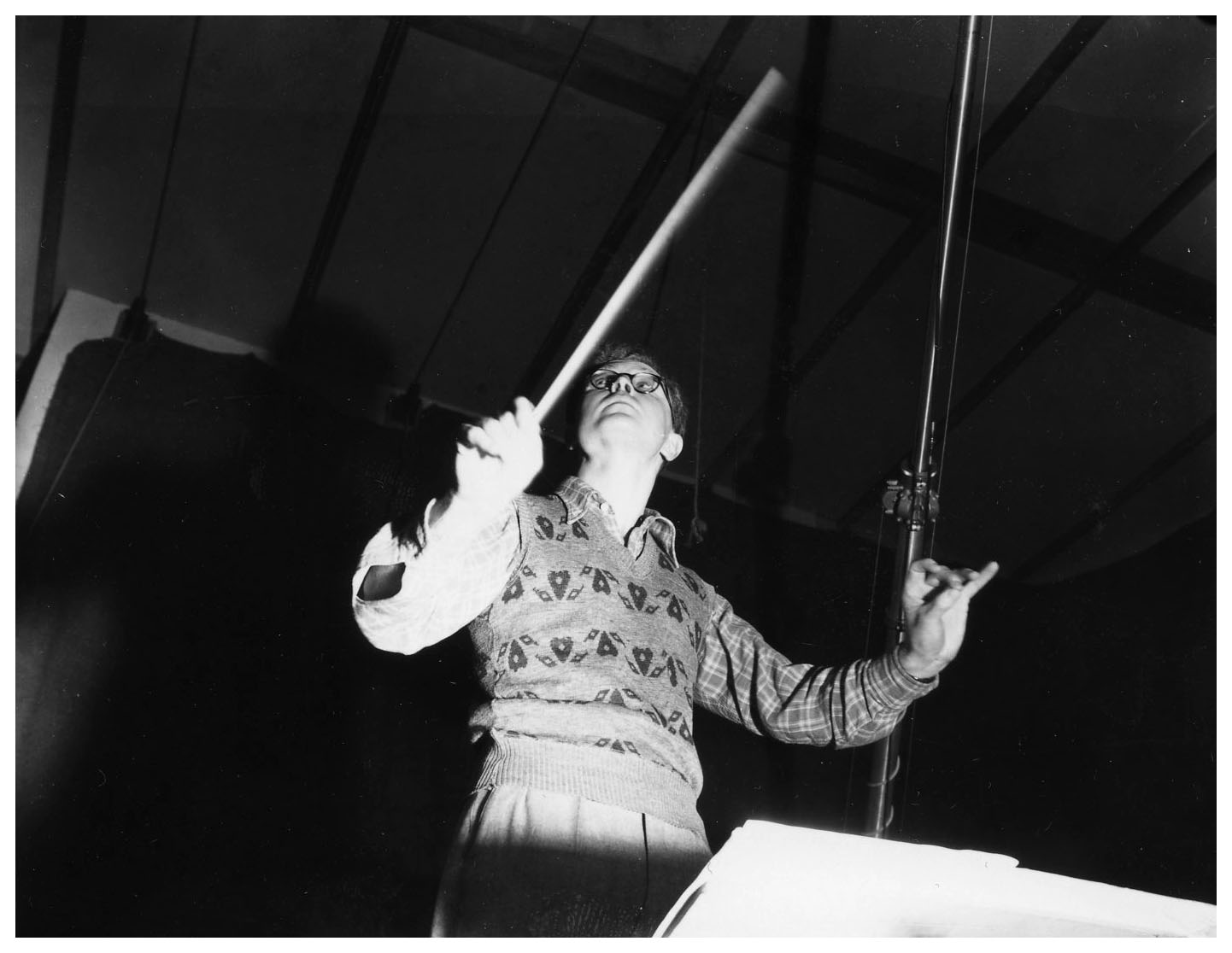
Douglas Lilburn

Douglas Gordon Lilburn (* 2. November 1915 in Whanganui; † 6. Juni 2001 in Wellington) war ein neuseeländischer Komponist.

## Leben
Lilburn wuchs auf der Farm von Drysdale auf Neuseelands Nordinsel auf. An ein Musikstudium in Christchurch (dort gewann er 1936 einen von Percy Grainger initiierten Kompositionspreis) schloss sich ein Studium der Komposition am Londoner Royal College, unter anderem bei Ralph Vaughan Williams, an. 1940 kehrte Lilburn nach Neuseeland zurück und ließ sich in Christchurch nieder. 1947 kam er als Lehrer an das Victoria College, heute die Victoria University of Wellington. Dort hatte er ab 1970 eine Professur inne. Lilburn war wesentlich am Aufbau des neuseeländischen Musiklebens beteiligt.

## Werk
Lilburns Kompositionsstil war zunächst stark von der europäischen Spätromantik beeinflusst. In den 1950er Jahren griff er auch Elemente der Zwölftonmusik und des Serialismus auf. Nach 1960 schrieb er kaum noch Werke für konventionelle Besetzungen, sondern befasste sich fast ausschließlich mit elektronischer Musik.

## Werke (Auswahl)
- Forest (Tone Poem) (1936). Uraufführung am 25. Mai 1937 durch das Wellington Symphony Orchestra unter Leon de Mauny (1885?-1952).[1]
- Drysdale Overture (1937)
- Kantate „Prodigal Country“ (1939)
- Festival Overture (1939)
- Aotearoa Overture (1940), Uraufführung durch Warwick Braithwaite.[2]
- A Song of Islands (Tone Poem) (1946)
- Diversions für Streichorchester (1947). Uraufführung durch das Boyd Neel Orchestra.[3]
- Sinfonie Nr. 1 (1946–1948). Uraufführung am 12. Mai 1951 durch das National Orchestra unter Michael Bowles (1909–1998).[3]
- Sinfonie Nr. 2 (1951)
- Suite for Orchestra (1955). Auftragswerk der Auckland Junior Symphony unter Charles Nalden (1908–2002).[4]
- A Birthday Offering (1956), komponiert anlässlich des zehnjährigen Bestehens des National Orchestra of the New Zealand Broadcasting Service.[1]
- Sinfonie Nr. 3 (1960/61)
- zahlreiche Werke für Streichorchester